# Вест-Дептфорд Тауншип (Нью-Джерсі)
Вест-Дептфорд Тауншип (англ. West Deptford Township) — селище (англ. township) в США, в окрузі Глостер штату Нью-Джерсі. Населення — 22 197 осіб (2020).

## Демографія
Згідно з переписом 2010 року, у селищі мешкало 21 677 осіб у 8829 домогосподарствах у складі 5754 родин. Було 9441 помешкання
Расовий склад населення:
| - 89,0 % — білих - 6,5 % — чорних або афроамериканців - 1,9 % — азіатів - 0,1 % — корінних американців |

До двох чи більше рас належало 1,6 %. Частка іспаномовних становила 3,4 % від усіх жителів.
За віковим діапазоном населення розподілялося таким чином: 21,6 % — особи молодші 18 років, 64,0 % — особи у віці 18—64 років, 14,4 % — особи у віці 65 років та старші. Медіана віку мешканця становила 40,7 року. На 100 осіб жіночої статі у селищі припадало 94,0 чоловіків;  на 100 жінок у віці від 18 років та старших — 90,2 чоловіків також старших 18 років.
Середній дохід на одне домашнє господарство  становив 83 279 доларів США (медіана — 66 964), а середній дохід на одну сім'ю — 99 765 доларів (медіана — 85 489). Медіана доходів становила 62 191 долар для чоловіків та 47 913 долари для жінок. За межею бідності перебувало 5,8 % осіб, у тому числі 5,0 % дітей у віці до 18 років та 5,5 % осіб у віці 65 років та старших.
Цивільне працевлаштоване населення становило 10 671 осіб. Основні галузі зайнятості: освіта, охорона здоров'я та соціальна допомога — 23,6 %, науковці, спеціалісти, менеджери — 13,0 %, роздрібна торгівля — 10,6 %, виробництво — 8,4 %.